# Kristína Sýkorová
Kristína Sýkorová (14 de enero de 1995) es una deportista eslovaca que compite en ciclismo en la modalidad de trials, ganadora de una medalla de bronce en el Campeonato Europeo de Ciclismo de Montaña de 2015.

## Palmarés internacional
| Campeonato Europeo | Campeonato Europeo       | Campeonato Europeo | Campeonato Europeo |
| Año                | Lugar                    | Medalla            | Competición        |
| ------------------ | ------------------------ | ------------------ | ------------------ |
| 2015               | Chies d'Alpago ( Italia) | Medalla de bronce  | Trials 20″/26″     |